# ملعب الحسين بن علي
ملعب الحسين لكرة القدم يقع في مدينة الخليل في شارع عين سارة ويعتبر من الملاعب المهمة في فلسطين كونه لاحتضانه عدداً من النهائيات والمباريات المهمة، تصل سعته إلى حوالي 8000 فرد.

## التأسيس
تأسس الملعب عام 1940م واحتضن العديد من المباريات المهمة بين أندية الضفة الغربية وبني بجوار مدرسة الحسين بن علي الثانوية للبنين كملعب للمدرسة إلا أنه أصبح الملعب الأكثر استخداماً في مدينة الخليل. و يعتبر الملعب البيتي لثلاث أندية رئيسية هي شباب الخليل وأهلي الخليل وشباب السموع.

## المباريات

### كأس فلسطين
احتضن الملعب نهائي كأس فلسطين عام 2015 بين نادي أهلي الخليل واتحاد الشجاعيّة، وكان ذلك أول نهائي يجمع فريقين من الضفة الغربية وقطاع غزة منذ حوالي 15 عاماً، حيث تدخل كل من الاتحاد العالمي لكرة القدم الفيفا، والاتحاد الأوروبي لكرة القدم، والاتحاد الآسيوي لكرة القدم لتأمين الحصول على تصاريح عبور من السلطات الإسرائيلية للاعبين من قطاع غزة إلى الضفة الغربية، كما حضر المباراة رئيس الاتحاد الفلسطيني لكرة القدم جبريل الرجوب، وعضو الكنيست الإسرائيلي أحمد الطيبي، ومحافظي بيت لحم والخليل.
احتضن الملعب نهائي كأس فلسطين لعام 2016 أيضاً بين أهلي الخيل وشباب خانيونس.